# 若林充
若林 充（わかばやし みつる）とは、日本の作曲家、編曲家である。

## 提供作品

### アーティスト
愛美
- 「Courage song」（作曲）
- 「Link」（作曲） ※テレビアニメ『織田信奈の野望』オープニングテーマ

安倍なつみ
- 「愛しき人」（作曲）

石田燿子
- 「First Step」（作曲）
- 「private wing」（作曲）※ニンテンドーDS専用ソフト『ストライクウィッチーズ−蒼空の電撃戦 新隊長 奮闘する−』オープニング・テーマ / プレイステーション2専用ソフト『ストライクウィッチーズ−あなたとできることA Little Peaceful Days−』オープニング・テーマ / Xbox専用ソフト『ストライクウィッチーズ 白銀の翼』オープニング・テーマ

AKB48(チームA)
- 「前人未到」（作曲）

N's
- 「キライ…10％」(歌：N's starring 能登麻美子 & 佐藤利奈 & 清水香里)（作曲）

大島はるな
- 「ハイスペックDays」（作曲）※テレビアニメ『ワガママハイスペック』オープニングテーマ

おはガールメープル with スマイレージ
- 「マイ・スクール・マーチ」（作曲）

コサンガー7（SKE48）
- 「Because どっちつかず」（作曲・編曲）

鈴木このみ
- 「Absolute Soul」（作曲） ※テレビアニメ『アブソリュート・デュオ』オープニングテーマ
- 「Absolute Soul-blade-」(歌：鈴木このみ、奥井雅美)（作曲）
- 「Deep red heart」（作曲・編曲）
- 「This game」（作曲）　※テレビアニメ『ノーゲーム・ノーライフ』オープニングテーマ
- 「Delighting」（作曲・編曲）

StylipS
- 「ベイビィKISS☆」(歌：石原夏織、能登有沙、小倉唯、松永真穂)（作曲・編曲）
- 「わがままバディー feat.能登有沙」(歌：能登有沙)（作曲・編曲）

瀬名
- 「Lover's Destiny」（作曲） ※PCゲーム『ほしフル 〜星藤学園天文同好会〜』ED主題歌

戸松遥
- 「Counter Attack」（作曲）

乃木坂46
- 「悪い成分」（作曲・編曲）

能登有沙
- 「ほぼ健全少女宣言」（作曲・編曲）

 MARIA
- 「Guardian Angel」（作曲）

水樹奈々
- 「Take a chance」（作曲）
- 「Mr.Bunny!」（作曲）

みずたまきの
- 「ヒカリ」（作曲） ※テレビアニメ『織田信奈の野望』エンディングテーマ

momo
- 「大好きだよ」（作曲） ※テレビアニメ『もし高校野球の女子マネージャーがドラッカーの『マネジメント』を読んだら』エンディングテーマ

YURI*KARI
- 「春の嵐」（作曲）

渡部優衣
- 「どんと胸をはれぇ!」（作曲）

渡り廊下走り隊
- 「恋愛アスリート」（作曲）

### キャラクターソング
あいうら
- あいう♥らぶ[天谷奏香(中島唯)，岩沢彩生(飯田友子)，上原歩子(田村奈央)]）
  - 「あかさたナンバーワン☆」（作曲）
- 岩沢彩生(飯田友子)
  - 「DoDonがドンっ♪」（作曲）

THE IDOLM@STER
- 天海春香(中村繪里子)，菊地真(平田宏美)
  - 「YES♪」（作曲・編曲）

アイドルマスター ミリオンライブ!
- 七尾百合子(伊藤美来)
  - 「透明なプロローグ」（作曲・編曲）

アクセル・ワールド
- 黒雪姫(三澤紗千香)
  - 「ミツケタモノ」（作曲）

きらりん☆レボリューション
- 月島きらり starring 久住小春
  - 「夢のバルーン」（作曲）
- SHIPS
  - 「half of dream」（作曲）

Go!プリンセスプリキュア
- キュアトゥインクル(山村響)
  - 「Showtime! Dress up!」（作曲・編曲）
- ミス・シャムール(新谷真弓)，クロロ(甲斐田ゆき)
  - 「レッスンスタート!!」（作曲・編曲）

こえでおしごと!
- 高島南高校こえごとがーるず[柑奈(MAKO)＆葉月(長妻樹里)＆小鳥(島形麻衣奈)]
  - 「Showtime! Dress up!」（作曲）

ご注文はうさぎですか?
- シャロ(内田真礼)
  - 「ときめきミルフィーユ」（作曲）
- ココア(佐倉綾音)
  - 「スマイルメーカー」（作曲・編曲）

この中に1人、妹がいる!
- 「バージンロードで待っていて!」（作曲・編曲）※各ヒロインバージョンが存在
- 鶴眞心乃枝(石原夏織)
  - 「運命は2度ベルを鳴らすんです」（作曲・編曲）

銃皇無尽のファフニール
- 物部悠(松岡禎丞)
  - 「I'll live on」（作曲）

SHOW BY ROCK!!
- プラズマジカ[シアン(稲川英里)，チュチュ(上坂すみれ)，レトリー(沼倉愛美)，モア(佐倉綾音)]
  - 「Joyfulness」（作曲）

ストライクウィッチーズ
- 「Over Sky」（作曲）

精霊使いの剣舞
- にーそっくすす[クレア・ルージュ(木戸衣吹)、テルミヌス・エスト(加隈亜衣)、フィアナ・レイ・オルデシア(大西沙織)、リンスレット・ローレンフロスト(優木かな）、エリス・ファーレンガルト(石上静香)]
  - 「Holy Domain」（作曲・編曲）※各ヒロインソロバージョンも存在

デート・ア・ライブ
- 崇宮真那(味里)
  - 「リトル妹ドロップス」（作曲）

デンキ街の本屋さん
- 先生(津田美波)
  - 「嗚呼、いつか...」（作曲）
- ソムリエ(富田貴洋)
  - 「欲望テイスティング」（作曲）
- 腐ガール(竹達彩奈)
  - 「おっきなキミ」（作曲）
- 海雄(逢坂良太)
  - 「デンキ街の勇者たち」（作曲）

とある魔術の禁書目録
- アニェーゼ＝サンクティス（釘宮理恵）
  - 「Stray Virgin」（作曲）
- 初春飾利(豊崎愛生)
  - 「初色bloomy」（作曲）
- 神裂火織（伊藤静）
  - 「Salvia farinacea」（作曲）
- 御坂美琴(佐藤利奈)
  - 「私らしくあるためのpledge」（作曲）

To LOVEる -とらぶる-
- 金色の闇(福圓美里)
  - 「GOLDEN TRANCER」（作曲）
  - 「My name is“YAMI-chang”」（作曲）
- 結城美柑（花澤香菜）
  - 「君らしくなきゃヤダよ!」（作曲）

猫神やおよろず
- 芳乃(MAKO)
  - 「しあわせ桜通信」（作曲・編曲）

武装少女マキャヴェリズム
- 眠目さとり(西田望見)
  - 「ひとごっこ」（作曲・編曲）

乃木坂春香の秘密 ぴゅあれっつぁ♪
- 姫宮みらんとチョコレートロッカーズ(生天目仁美)
  - 「挑発Cherry Heart」（作曲）

BROTHERS CONFLICT
- 朝日奈棗(前野智昭)，朝日奈昴(小野大輔)
  - 「Bright Breeze」（作曲・編曲）

星空へ架かる橋
- 中津川初(中村繪里子)，神本円佳(清水愛)
  - 「だっしゅどシンデレラ」（作曲）

真剣で私に恋しなさい!!
- 川神百代(浅川悠)
  - 「共に朝日を追いかけて」（作曲・編曲）

魔法つかいプリキュア!
- 朝日奈みらい(高橋李依)
  - 「夢までふたり乗り♪」（作曲・編曲）

ゆるゆり
- 赤座あかり(三上枝織)
  - 「まるごと!(あかり♪ば～じょん)」（作曲）
- 赤座あかり(三上枝織)，船見結衣(津田美波)
  - 「はぁと☆チェイス」（作曲）
- 杉浦綾乃(藤田咲)
  - 「ない・ない・ナイアガラ!」（作曲）
- 歳納京子(大坪由佳)，船見結衣(津田美波)
  - 「パジャマ旅行」（作曲）
- 船見結衣(津田美波)
  - 「あいまいセルフ」（作曲）
  - 「Eかげん☆YUIかげん」（作曲）
  - 「TON!TON!TON!」（作曲）
- 吉川ちなつ(大久保瑠美)
  - 「まるごと!」（作曲）
- 魔女っ娘ミラクるん(竹達彩奈)
  - 「よんでミラクるん!」（作曲）

ラブライブ!
- 西木野真姫(Pile)，園田海未(三森すずこ)，絢瀬絵里(南條愛乃)
  - 「soldier game」（作曲・編曲）
- 南ことり(内田彩)，小泉花陽(久保ユリカ)
  - 「告白日和、です!」（作曲・編曲）